# Vincent Delerm
Vincent Delerm (Évreux, 31 augustus 1976) is een Franse zanger en liedjesschrijver. Zijn muziek wordt gekenmerkt door originele arrangementen en zijn teksten door melancholie, humor en het noemen van veel merk- en eigennamen.

## Levensloop
Delerm is de zoon van de schrijver Philip Delerm en de kinderboekenillustrator Martine Delerm. Hij studeerde aan de universiteit van Rouen, waar hij een scriptie schreef over François Truffaut.
Delerms muziek is beïnvloed door zeer uiteenlopende bronnen als William Sheller, Barbara, Michel Berger, Alain Souchon, The Smiths, Pulp en de barokcomponist Angelo Branduardi. Zijn eerste plaat (Vincent Delerm) verschijnt in 2002, zijn tweede (Kensington Square) in 2004; zijn derde (Les Piqûres d'araignée) in september 2006.

## Discografie
- Vincent Delerm (2002)

1. Fanny Ardant et moi
2. La vipère du Gabon
3. Châtenay-Malabry
4. Catégorie Bukowski
5. Tes parents
6. Cosmopolitan (met Irène Jacob)
7. Slalom géant
8. Le monologue shakespearien
9. Charlotte Carrington
10. Deauville sans Trintignant
11. L'heure du thé

- Kensington Square (6 april 2004)

1. Les filles de 1973 ont trente ans
2. Quatrième de couverture
3. Le baiser Modiano
4. Veruca Salt et Frank Black (met Keren Ann en Dominique A)
5. Kensington Square
6. Natation synchronisée
7. Évreux
8. Anita Pettersen
9. Deutsche Grammophon (met Irène Jacob)
10. Gare de Milan

- "Les Piqûres d'araignée" (25 september 2006)

1. Sous les avalanches
2. Je t’ai même pas dit
3. À Naples il y a peu d’endroits pour s’asseoir
4. Marine (met Peter von Poehl)
5. Ambroise Paré
6. Sépia plein les doigts
7. Les Piqûres d’araignée
8. Déjà toi
9. 29 avril au 28 mai
10. Voici la ville
11. Il fait si beau
12. Favourite song (met Neil Hannon van The Divine Comedy)
13. Les Jambes de Steffi Graf

- "Favourite songs" (2007) (album live)

1. "Madame (Votre fille a 20 ans)"
2. "Cent ans"
3. "L'ennemi dans la glace"
4. "Quoi"
5. "Les cerfs-volants"
6. "Désir désir"
7. "Poulet N728120"
8. "C'Etait Bien"
9. "Les embellies de mai"
10. "Favourite Song"
11. "Le coup d'soleil"
12. "Marine"
13. "A Pays Des Merveilles De Juliet"
14. "Les gens qui doutent"
15. "Na Na Na"
16. "Y'a d'la rumba dans l'air"
17. "Les Eaux De Mars [Titre Caché]"

- "Quinze Chansons" (2008)

1. " Tous les acteurs s'appellent Terence"
2. " Allan et Louise"
3. " Je pense à toi"
4. " Martin Parr"
5. " Le cœur des volleyeuses bat plus fort pour les volleyeurs"
6. " Et François de Roubaix dans le dos"
7. " Dans tes bras"
8. " 78543 habitants"
9. " Shea Stadium"
10. " Un temps pour tout"
11. " North avenue"
12. " From a room"
13. " Un tacle de Patrick Vieira n'est pas une truite en chocolat"
14. " Monterey"
15. " La vie est la même"

- "Les Amants parallèles" (2013)

1. "L'Avion"
2. "Le Film"
3. "Bruit des nuits d'été"
4. "Robes"
5. "Super Bowl"
6. "Les Amants parallèles"
7. "Le Grand Plongeoir"
8. "Et la fois où tu as"
9. "Ces deux-Là"
10. "Hacienda"
11. "Ils avaient fait les valises dans la nuit"
12. "Embrasse-moi"
13. "Le Film II"

## DVD
- Vincent Delerm : Un soir Boulevard Voltaire gepubliceerd op 21 oktober 2003.

## Prijzen
- 2003: Victoires de la musique (categorie "best album").
- 2003: Prix Francis Lemarque van Sacem